# Матер морби
Mater morbi је 280. епизода Дилан Дога објављена у свесци бр. 71. у издању Веселог четвртка. Свеска је објављена 27.06.2013. Коштала је 230 дин (2 €; 2,61 $). Имала је 94 стране.

## Оригинална епизода
Оригинална епизода под називом Mater morbi објављена је премијерно у бр. 280. регуларне едиције Дилана Дога у Италији 23.12.2009. у издању Бонелија. Епизоду је нацртао Масимо Карневале, сценарио написао Роберто Рекиони, а насловну страну нацртао Анђело Стано. Коштала је 3,5 €.

## Кратак садржај
Након што је оболео од лакше болести, Дилан је премештен у болницу. У болници се суочава са низом мање и више тешких непријатности. Лекари су га помешали са другим пацијентом. Време пролази, а Дилану се стање погоршава. Напослетку, Дилан се суочава са највећом од свих непријатности – мајком свих болести (Mater morbi).

## Значај епизоде
Ова епизода се данас сврстава у једну од прекретница због значаја теме (савремена болест) и комплексног третмана који добија у овој епизоди.
Епизода је изазвала доста јавних коментара, укључујући и реакцију тадашње италијанске подсекретарке у министарству здравља Еугеније Рочело због става о еутаназији. Међутим, цела епизода нуди више субверзивних ставова по здравство: у њој налазимо став по коме доктори заправо не желе да победе болест, став о друштву које одбацује болеснике (јер им више нису потребни), а посебно је доминантна слика болнице као бирократског лавиринта (налик оном из Кафкиног Процеса), који болеснику убија наду за опоравком.

### Главна идеја
За разлику од смрти, која се у Дилану Догу често појављује са костурским лицем, црном капуљачом и косом, мајка свих болести представљена као сексуално атрактивна и заводљива жена, којој је тешко одолети. Након Дилановог одупирања да јој се преда, он коначно попушта и пада јој у загрљај, након чега му се здравствено стање погоршава (стр. 56-64). Ово сугерише кључну идеју по којој највећи број савремених болести представља последицу животних избора људи (пушење, алкохол, нездрава храна, стил живота итд), које су првобитно привлачне, а касније их воде у болест.

## Поновно појављивање Матер Морби
Маетр Морби се поново појављује у епизоди Ана заувек, унутар циклуса Дилан Дог 666.

## Реприза у Србији
Иако спада међу новије, ова епизода репризирана је у специјалном издању Мајке и очеви бр. 1, које је изашло 17.08.2017.